# 旧比谢尔
旧比谢尔（羅馬化：Staryy Biser）是俄罗斯彼尔姆边疆区的市级镇，属戈尔诺扎沃茨克区，地处彼尔姆边疆区东部中乌拉尔地区，位于卡马河流域丘索瓦亚河一支流科伊瓦河畔，在区行政中心戈尔诺扎沃茨克东偏北、边疆区首府彼尔姆东北方。
该地2022年人口有367人；2010年人口523人；2002年人口708人。